# سلسفي لبناني
السلسفي اللبناني أو الدَبَح اللبناني (باللاتينية: Scorzonera libanotica) نوع نباتي ينتمي إلى جنس السلسفي من الفصيلة النجمية.

## الموئل والانتشار
موطنه بلاد الشام حيث ينتشر في جبل لبنان وجبال اللاذقية.